# Edwin Burket Twitmyer
Edwin Burket Twitmyer (1873 - 1943) fue un psicólogo estadounidense, uno de los primeros psicólogos en estudiar los reflejos condicionados, junto a Iván Pávlov pero de forma independiente al mismo. Fue profesor de psicología y director del Laboratorio de Psicología y Clínica en la Universidad de Pensilvania.

## Biografía
Nació en McElhattan (Pensilvania, EE. UU.) el 14 de septiembre de 1873.
En su investigación publicada en 1902 como A study of the knee-jerk, Edwin B. Twitmyer daba un golpe con un martillo en la rodilla a lo cual el paciente reaccionaba con el movimiento de su pierna como un reflejo condicionado. Con el propósito de “proteger” al paciente y que éste estuviera alertado de que iba a golpear con el martillo la rodilla, Edwin Twitmyer le avisaba haciendo sonar una campanita.
En una de sus sesiones Twitmyer en forma accidental hizo sonar la campanita y la pierna del paciente se desplazó y habiendo preguntado Edwin cuál había sido el motivo recibió como respuesta del paciente “que no sabía”.
Twitmyer publicó su investigación en su disertación doctoral en 1902, un año antes de que Tolochinov (el asistente de Pávlov en la investigación), que llamó al fenómeno "reflejo a distancia", comunicara los primeros resultados en el Congreso de Ciencias Naturales en Helsinki en 1903, y de que ese mismo año, Pávlov realizara una exposición destallada de los resultados sobre lo que él llamó "reflejo condicional" en el 14º Congreso Médico Internacional en Madrid, donde leyó su trabajo bajo el título The Experimental Psychology and Psychopathology of Animals.
Edward B. Twitmyer también presentó su trabajo en una reunión de la Asociación Estadounidense de Psicología en 1904, presidida por William James, con el título Knee jerks without stimulation of the patellar tendon, investigación que sería también publicada al año siguiente en el Psychological Bulletin. Si bien su hallazgo es considerado actualmente como la primera demostración experimental de condicionamiento clásico en animales humanos, el estudio sobre el reflejo rotuliano, no fue más allá con los resultados y sus hallazgos fueron ignorados durante muchos años. Nadie en ese momento se dio cuenta de la importancia del descubrimiento, posiblemente porque no encajaba con el trabajo existente en psicología.
Murió en Filadelfia, después de una enfermedad, el 3 de marzo de 1943, a la edad de 69 años.